# Slenaken

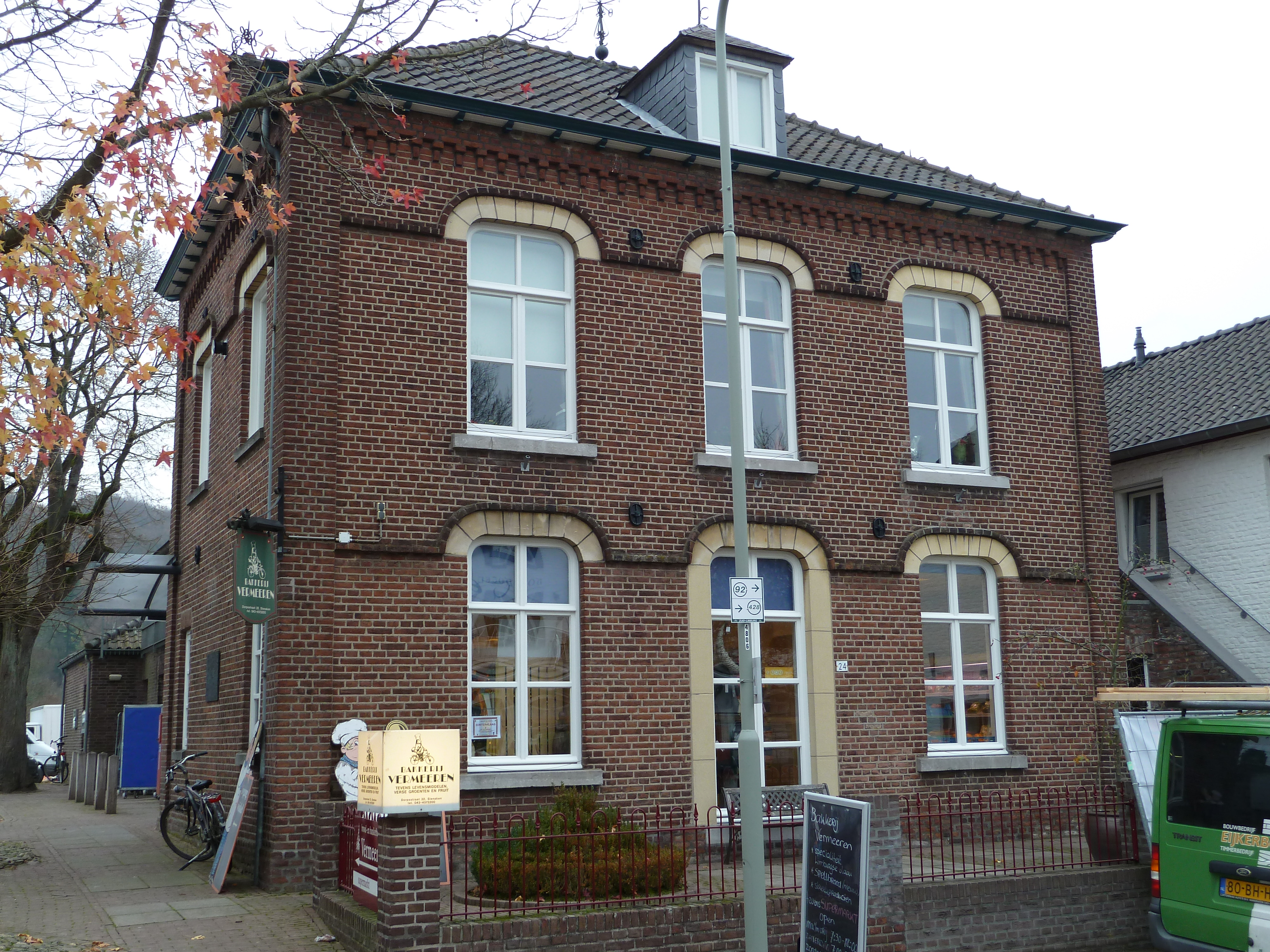
Het oude gemeentehuis

Slenaken (Limburgs: Schlennich) is een dorp in de gemeente Gulpen-Wittem in het zuiden van de Nederlandse provincie Limburg. Slenaken heeft circa 420 inwoners en ligt dicht tegen de grens met België.
Het dorp is gelegen aan een kruispunt van wegen. Hier kruist de weg door het Gulpdal van Gulpen naar Teuven de weg van Sint-Martens-Voeren naar Mechelen.

## Geschiedenis
Langs de oevers van de Gulp, net buiten Slenaken, ligt de Slijpsteen van Slenaken, een zwerfkei die in het Neolithicum gebruikt werd voor het polijsten van vuurstenen bijlen.
In een oorkonde uit 1252 wordt Slenaken voor het eerst genoemd. Adam van Sledenake trad daarin als getuige op voor Walram, hertog van Limburg. 
In de 14e eeuw werd het kasteel Heeze gebouwd. Het was tot in de 16e eeuw in eigendom van de familie Van Heeze. Het kasteel is verdwenen, maar de boerderij is nog aanwezig. 
In 1428 werd voor het eerst gewag gemaakt van een kleine kapel. Volgens een legende zag een herder in Slenaken zijn schapen plotseling neerknielen voor een 'kruis' in een brandende doornenstruik. Het voorval deed denken aan de verschijning van God aan Mozes in Bijbelse tijd. Omwille van dit voorval, bouwden de dorpelingen de kapel om er wekelijkse op vrijdag het Heilige Kruis te vereren. Vanaf 1495 groeide deze uit tot het klooster Heilig Kruis, waar de kanunniken van het Kapittel van het Heilig Graf verbleven. Waarschijnlijk waren het overigens leden van de familie Van Heeze die de kapel hebben gesticht.
Kerkelijk maakte het dorp, vóór de stichting van een eigen parochie in 1676, deel uit van de parochie Sint-Martens-Voeren. Pas in 1793 kreeg het dorp, na een aantal conflicten, een nieuwe kerk, conform het besluit van het Hof van Brabant. Dit betrof de huidige Sint-Remigiuskerk.
In de periode 1676-1796 had het dorp te maken gehad met twee dysenterie-epidemieën, in 1676 en 1781, die veel slachtoffers eisten.
In de 18e eeuw heeft Slenaken te lijden gehad van de Spaanse Successieoorlog (1702-1713) en de Oostenrijkse Successieoorlog (1740-1748), die uitbuiting en verslechtering van de voeding en gezondheid van de bevolking  teweeg brachten. 
De heerlijkheid Slenaken was lang eigendom van de graven van Gronsveld. In 1732 werd Slenaken gekocht door Ferdinand Adolf van Plettenberg en bestuurlijk bij het graafschap Wittem gevoegd. In 1771 werd Slenaken gekocht door de graaf van Goltstein en werd de heerlijkheid weer zelfstandig.
In het midden van de negentiende eeuw telde Slenaken zo'n 600 inwoners en 120 huizen. Er was toen nog geen school. In 2005 waren dit 636 inwoners en 314 woningen. De school had toen 50 leerlingen.
Tot 1 januari 1982 was Slenaken een zelfstandige gemeente. Deze is in 1982 samen met de gemeente Wijlre opgegaan in de gemeente Wittem. Op 1 januari 1999 werd de gemeente Wittem op haar beurt samengevoegd met de gemeente Gulpen tot Gulpen-Wittem.
In de nacht van 28 op 29 juli 2012 werd een deel van Slenaken verrast door de kolkende rivier de Gulp na hevige regenval in België. Een stortvloed overstroomde de lagere gelegen delen van het dorp, waar enkele hotels en een restaurant gevestigd zijn.

## Bezienswaardigheden
- De Sint-Remigiuskerk, aan Grensweg 3, van 1783.
- Heilig Hartbeeld, bij de kerk.
- De Broekmolen, voormalige watermolen op de Gulp.
- Kapelletjes
  - Sint-Annakapel, veldkapel van omstreeks 1850, hoek Schilbergerweg/Kerkdel in buurtschap Schilberg
  - Mariakapel/Broekhofkapel, betreedbare veldkapel van 1880, nabij Dorpsstraat 57, geklasseerd als rijksmonument.
  - Mariakapel, een aan Maria gewijde muurkapel in de dorpsstraat.
  - Lourdesgrot, een grotkapel van 1935 naast de begraafplaats op de Loorberg.
  - Sint-Rochuskapel, van 1903. Niskapel met dak van Naamse steen.
  - Sint-Jozefkapel aan de Schilbergerweg
- Boerderijen
  - Waterstraat 2, van 1782, met vakwerkschuur van 1831.
  - De Broekhof, aan Dorpsstraat 55, gesloten hoeve van 1899.
- Het voormalige gemeentehuis, aan Dorpsstraat 24, met in de zijgevel een gedenksteen die de opheffing van de gemeente Slenaken in 1982 memoreert.

Zie ook
- Lijst van rijksmonumenten in Slenaken

## Natuur en landschap
Slenaken ligt in het Gulpdal aan het riviertje de Gulp op een hoogte van ongeveer 145 meter. Op de oosthelling naar het Plateau van Margraten (hier tot ruim 200 meter hoog) vindt men de natuurgebieden Groote Bosch en Roebelsbos. Ook ligt daar de Loorberg. Op de westhelling zijn kleinere hellingbossen aanwezig, zoals het Branderbos. Diverse holle wegen lopen tegen de hellingen op.
Slenaken ligt aan de Mergellandroute en er zijn meerdere gemarkeerde wandelpaden, waaronder het Krijtlandpad.

## Evenementen
- De Amstel Gold Race voert regelmatig door Slenaken.
- Zomeravondfeesten in Slenaken sinds 1964 georganiseerd door Fanfare Berg en Dal.
- Gulpdaltocht Slenaken, wandeltocht in september.

## Nabijgelegen kernen
Sint-Martens-Voeren, Noorbeek, Banholt, Reijmerstok, Teuven, Remersdaal, Aubel, Epen
Bovendien liggen in de omgeving van Slenaken de buurtschappen Nurop, De Plank, Schilberg, Ulvend, Hoogcruts, Beutenaken, Waterop en Heijenrath

## Galerij

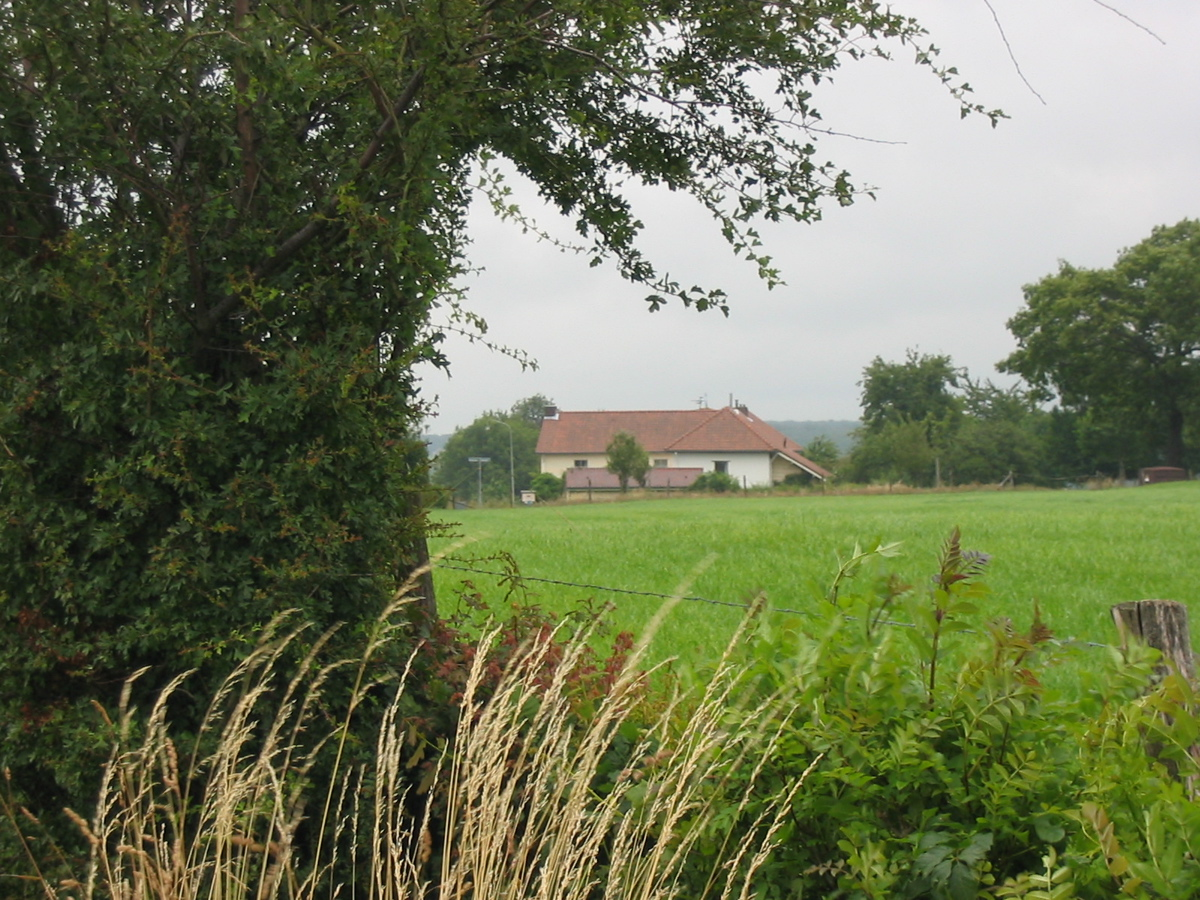
Landelijk Slenaken
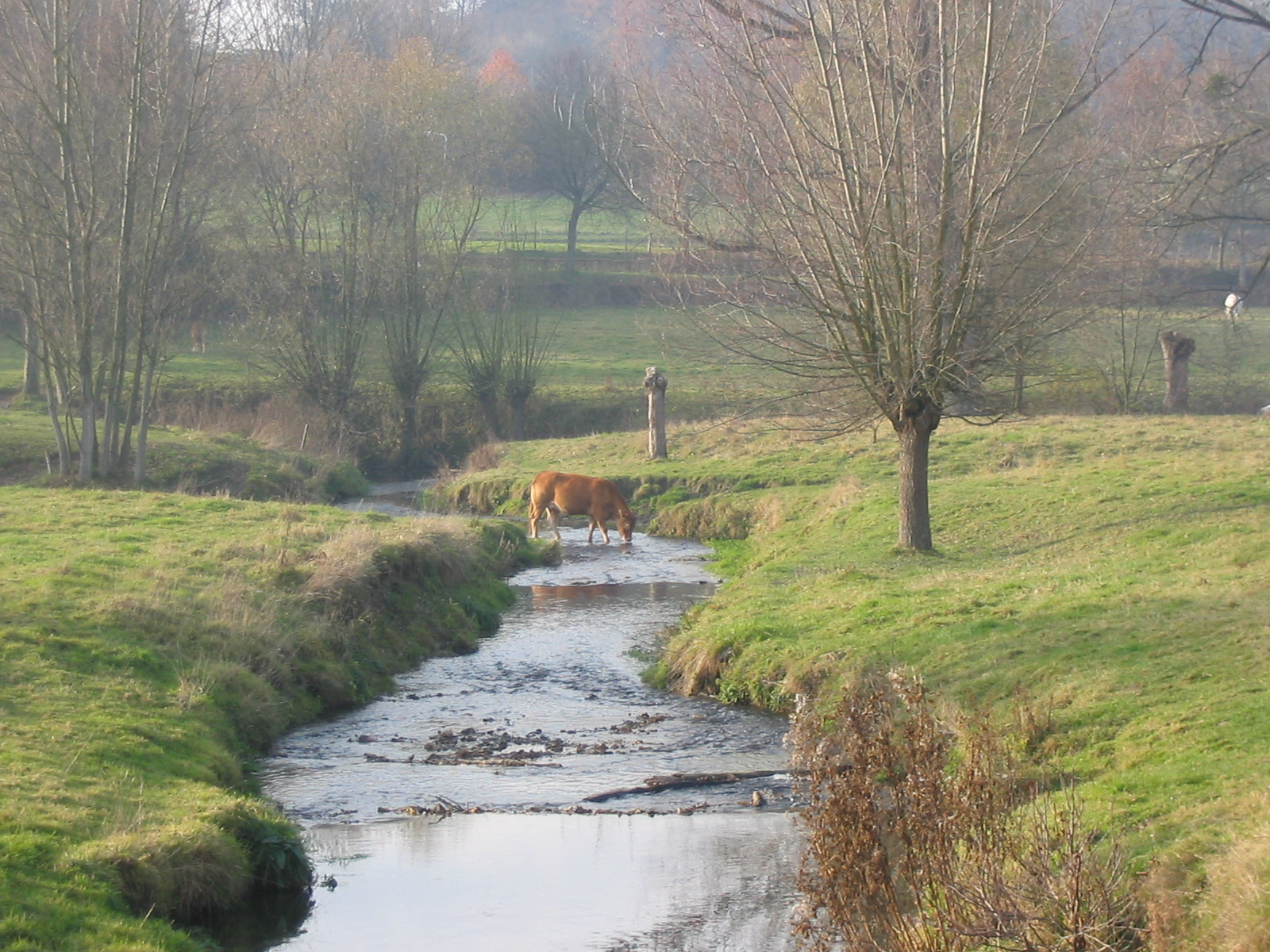
Het riviertje de Gulp
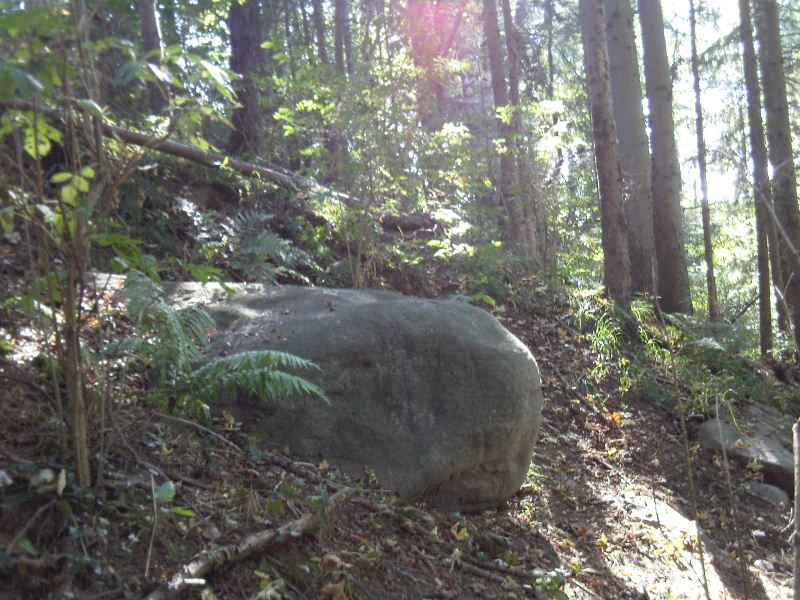
De Slijpsteen van Slenaken
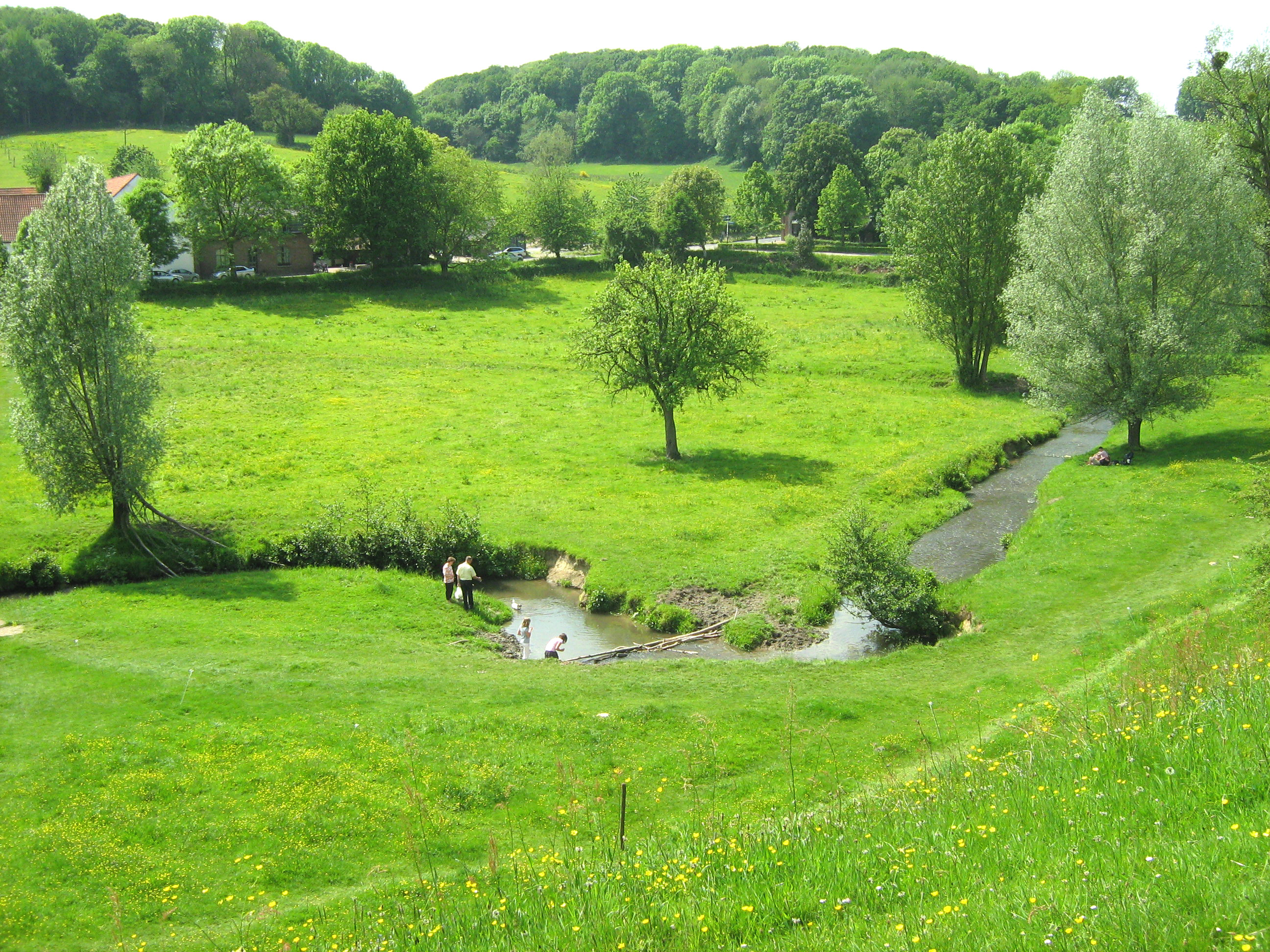
Pootjebaden in de Gulp
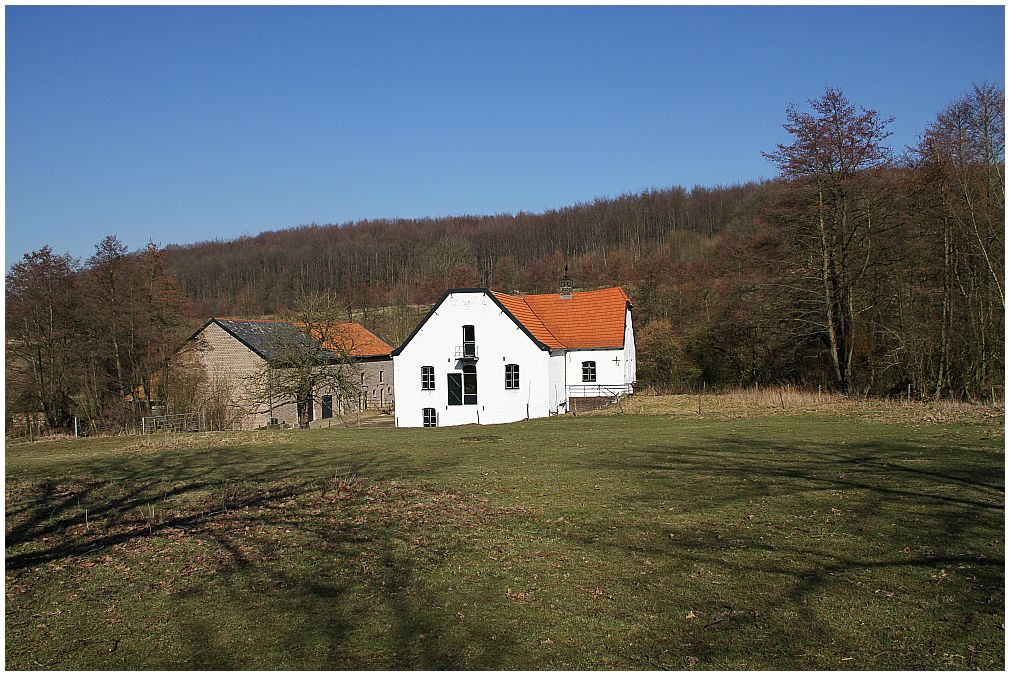
Het witte huis
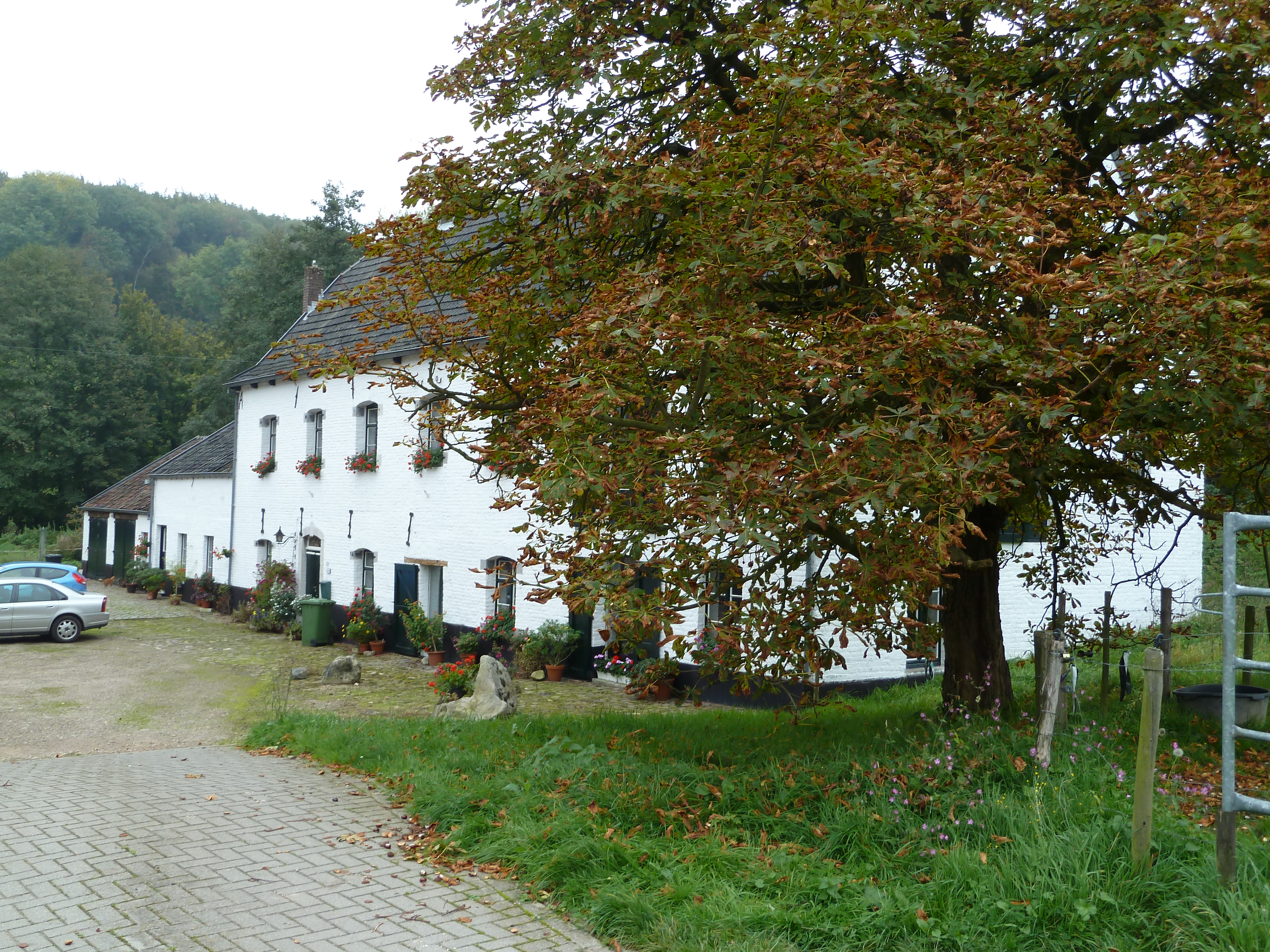
De watermolen van Slenaken
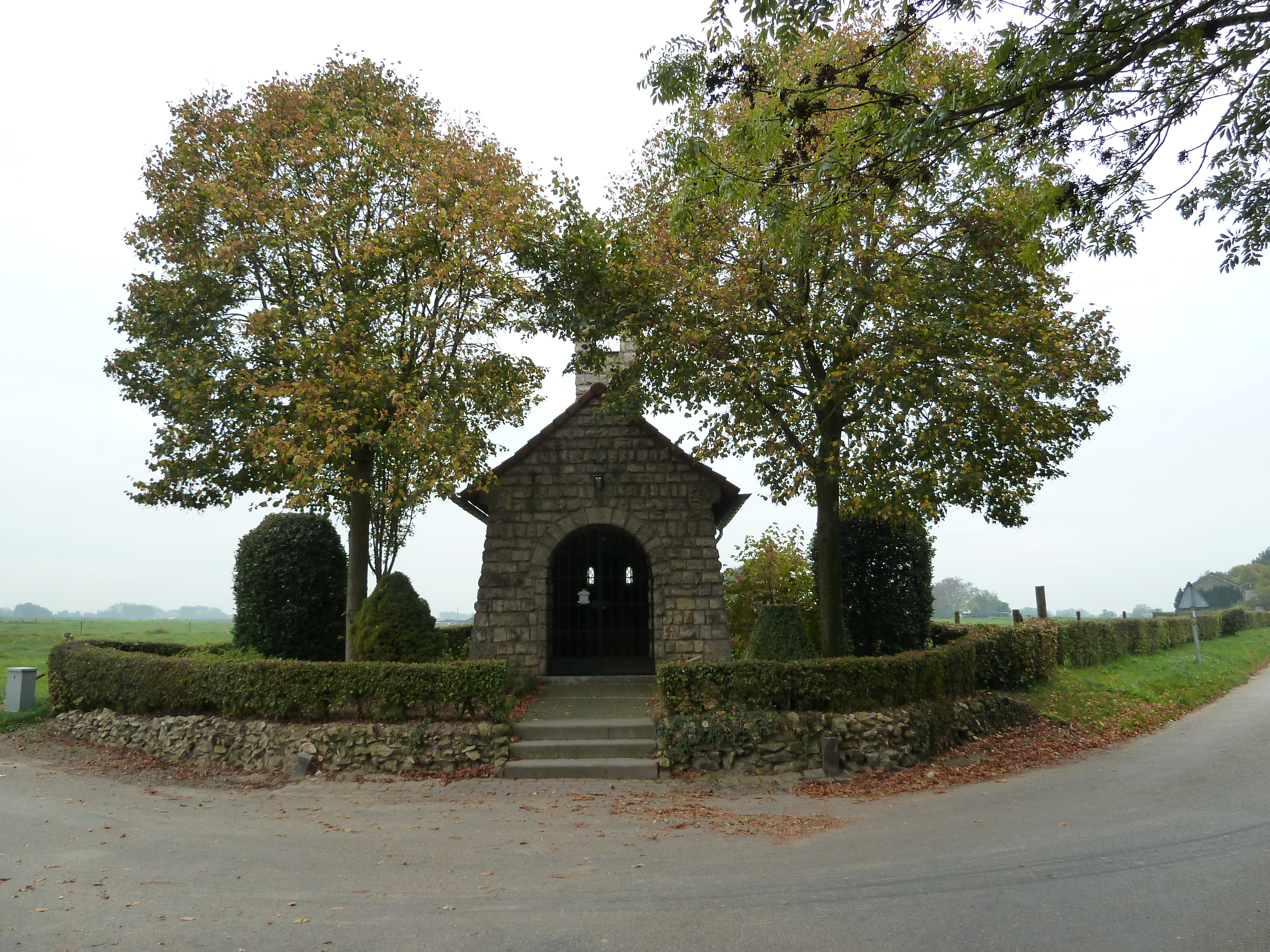
Sint-Jozefkapel aan de Schilbergerweg
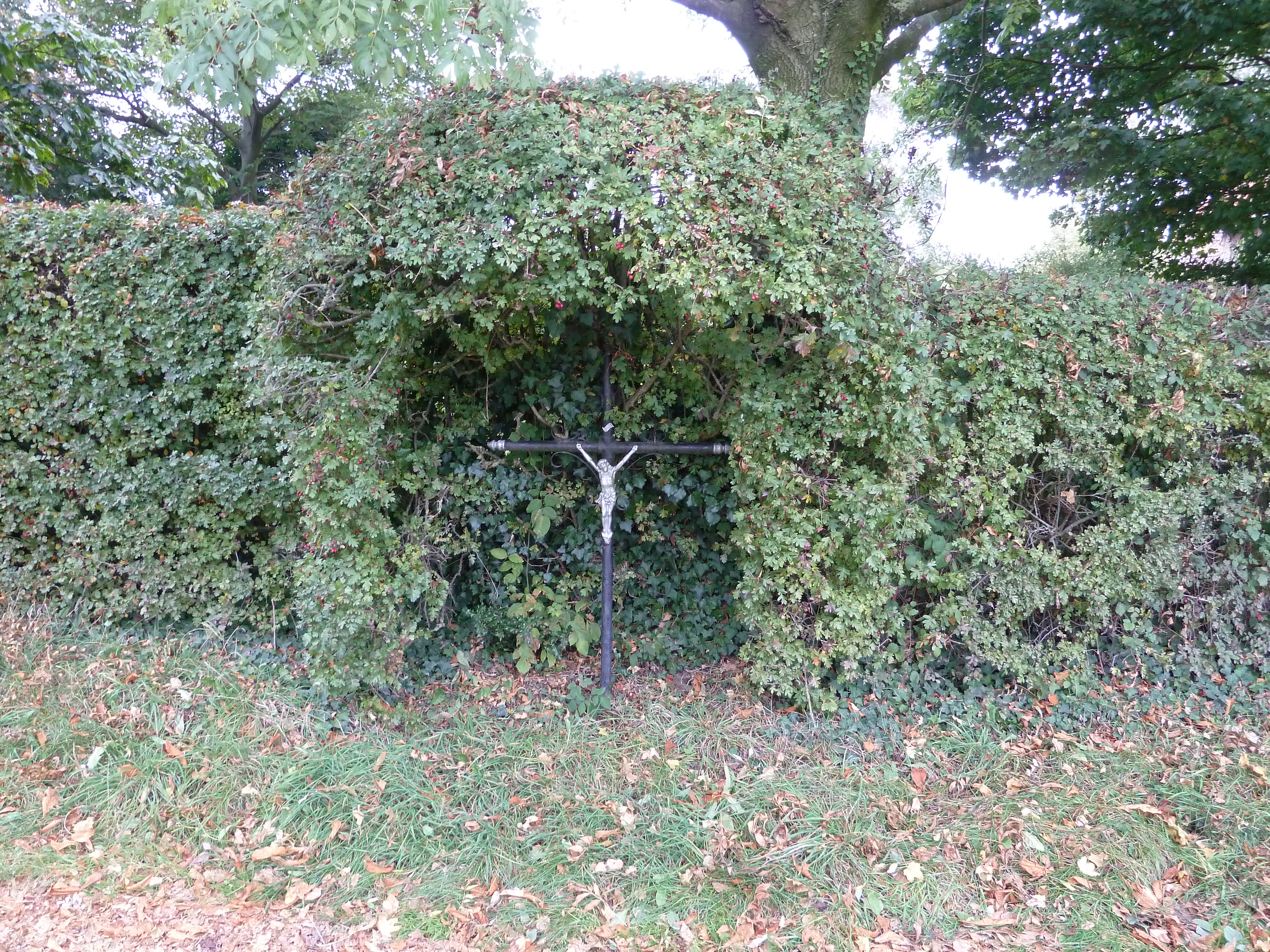
Wegkruis aan de Schilbergerweg
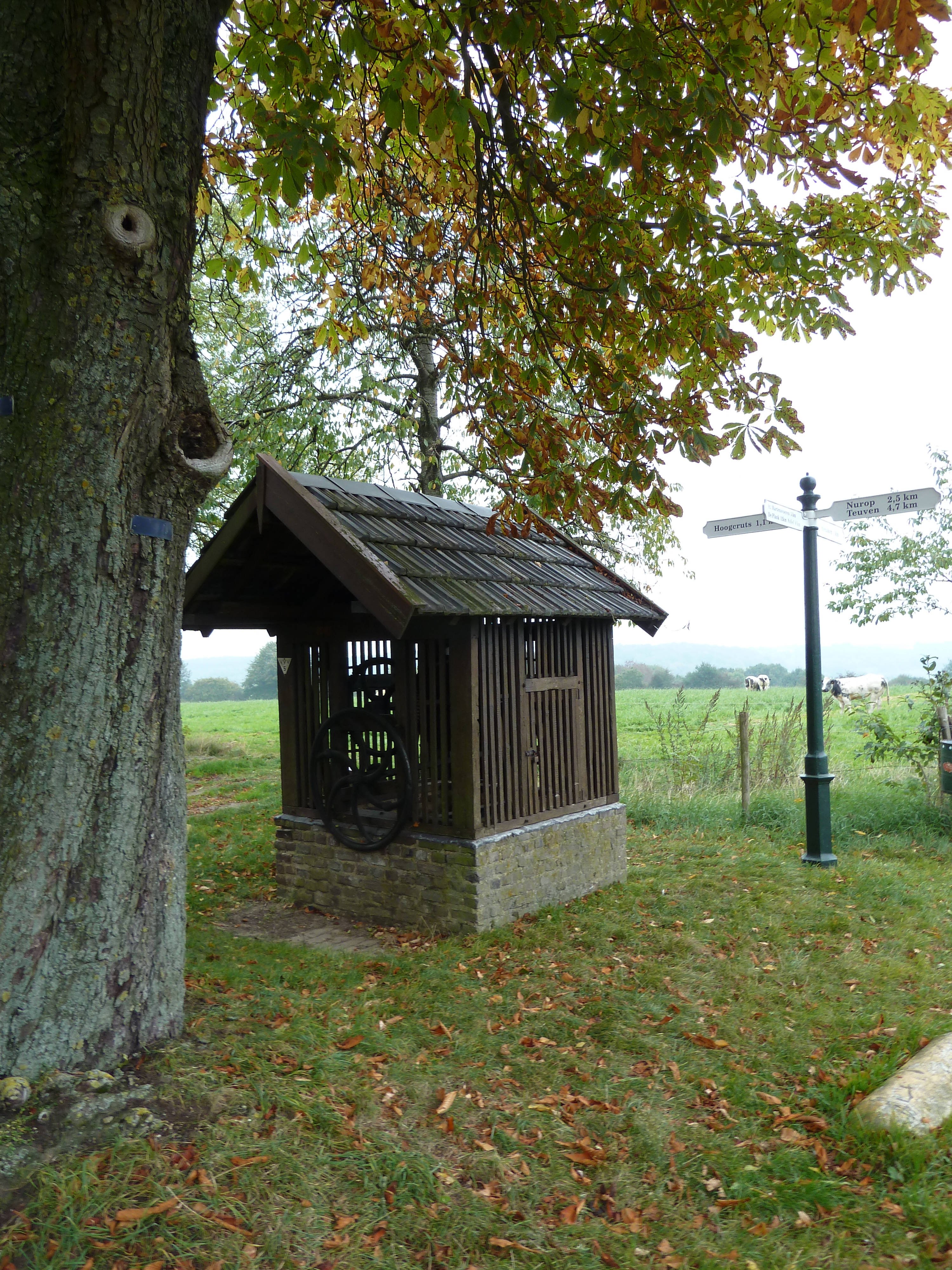
Een waterput als rijksmonument
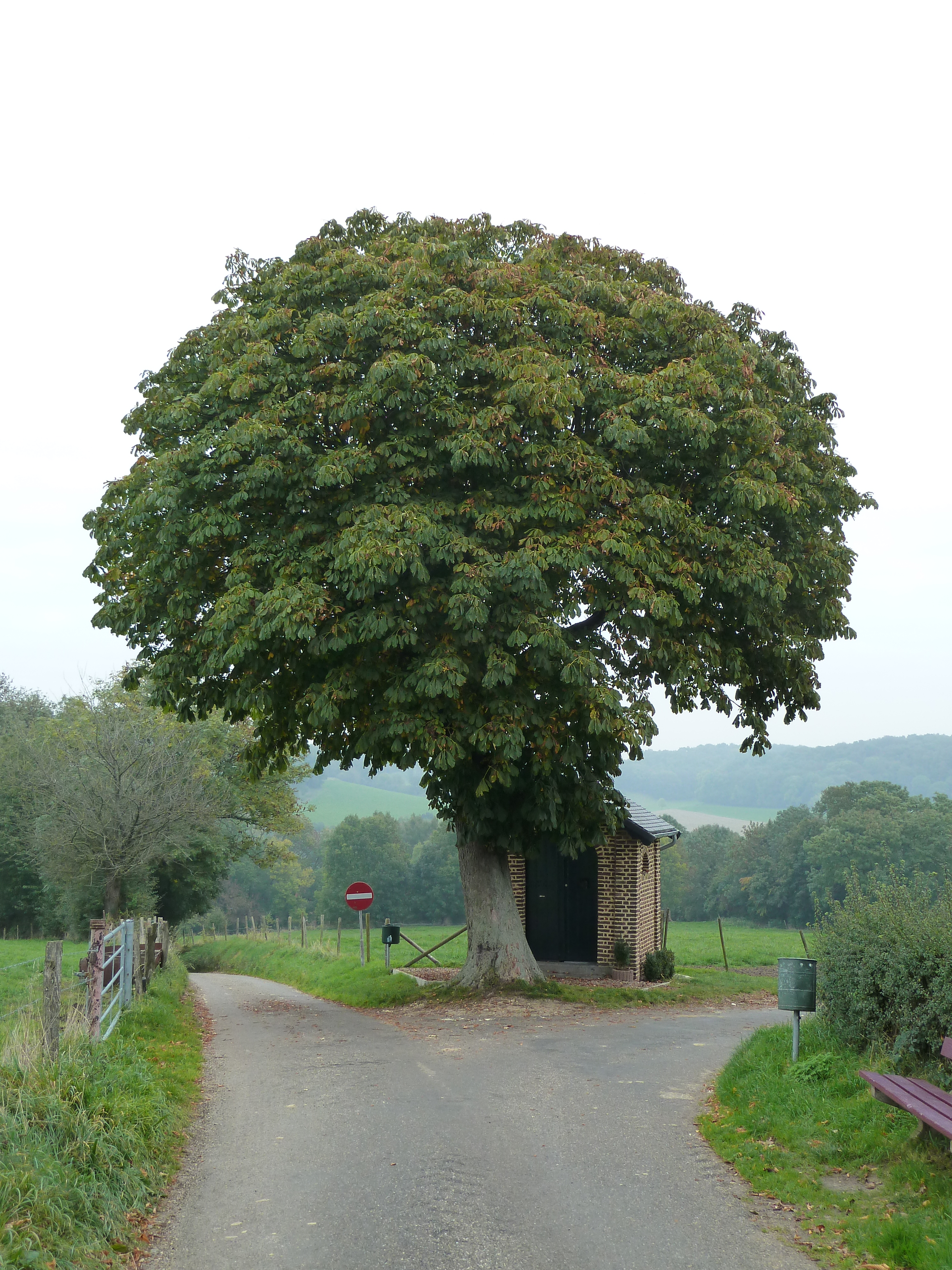
Sint-Annakapel aan de Kerkdel/Schilbergerweg
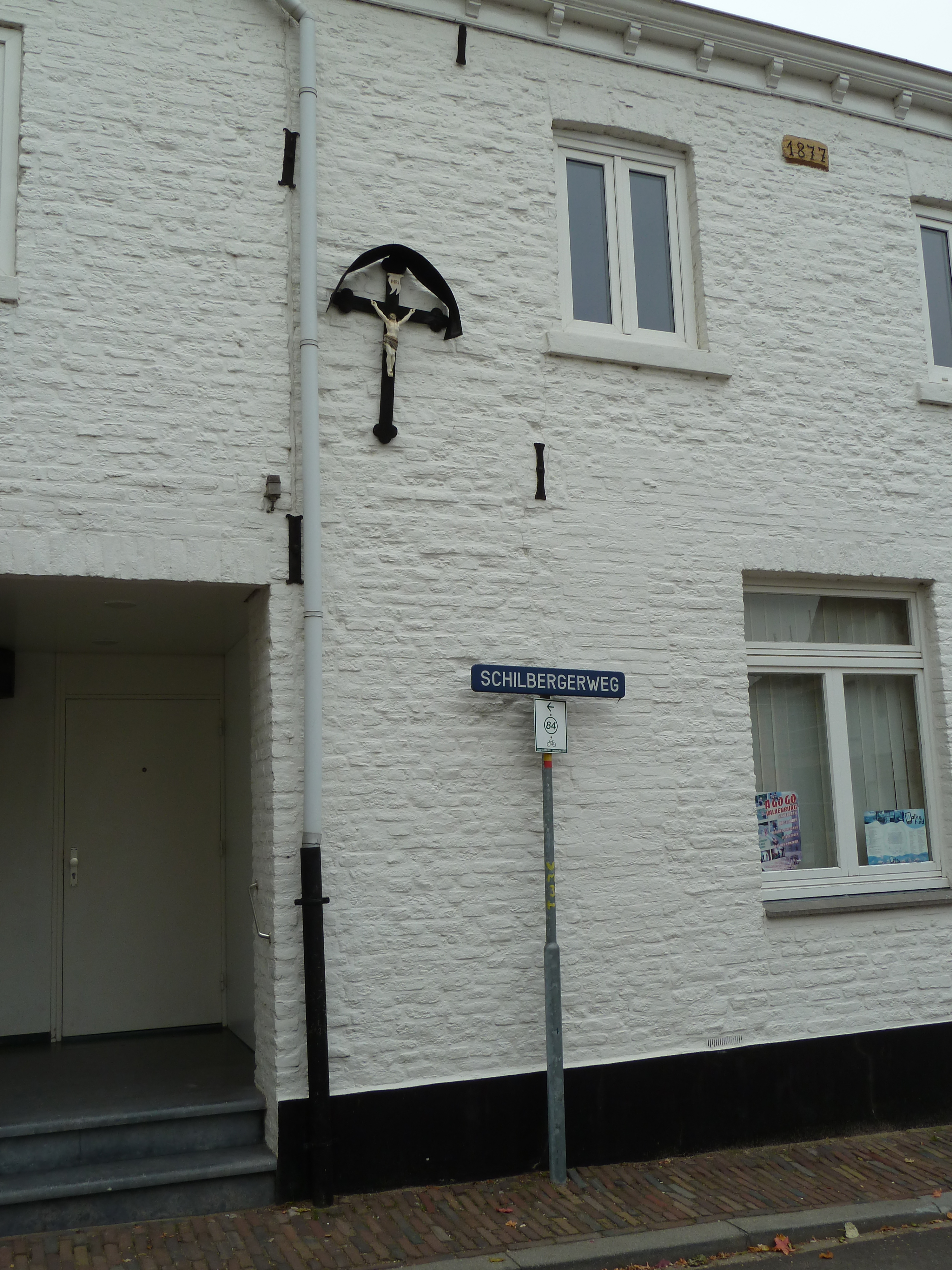
Muurkruis Schilbergerweg-Dorpsstraat
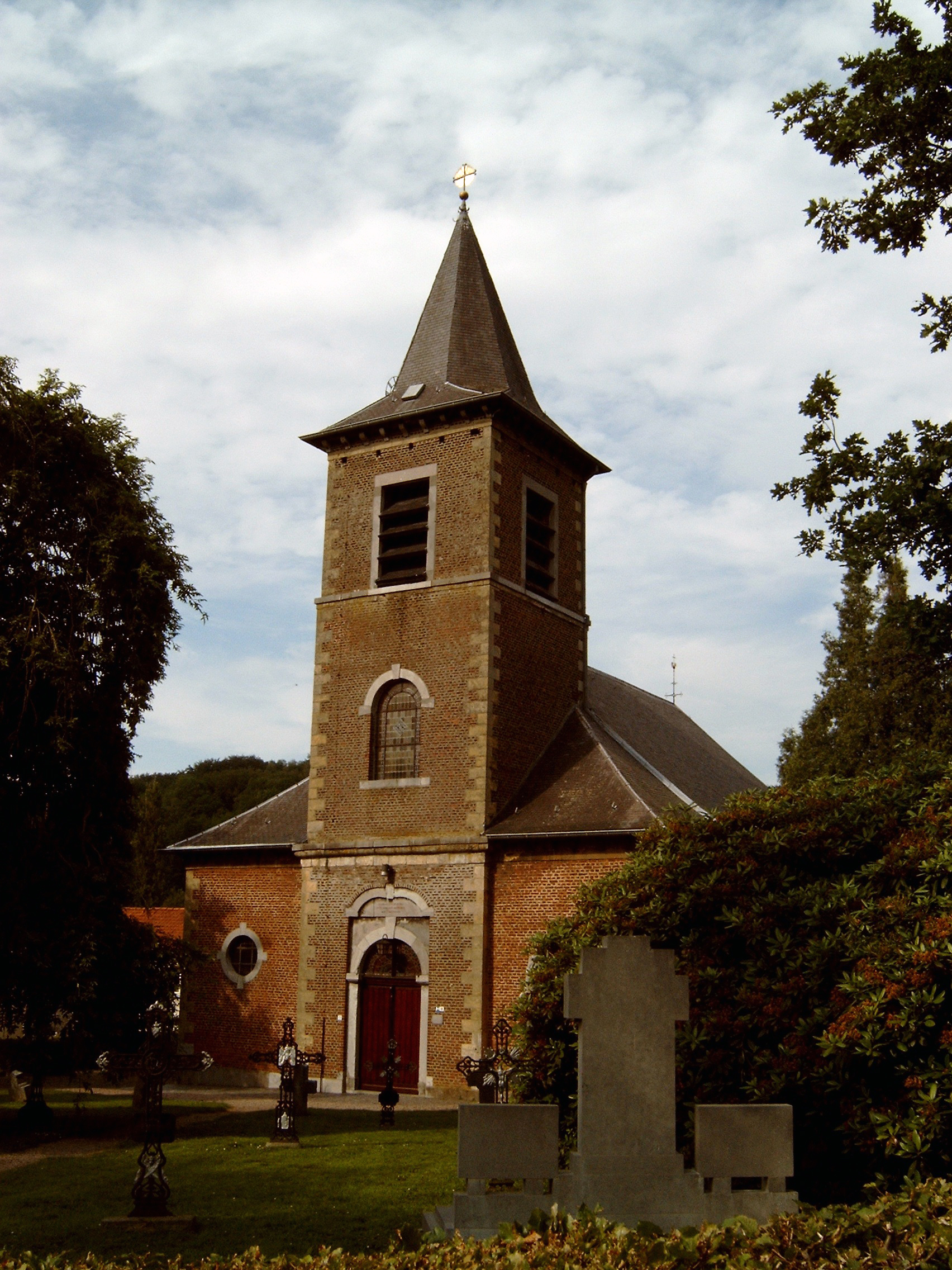
De Sint-Remigiuskerk.
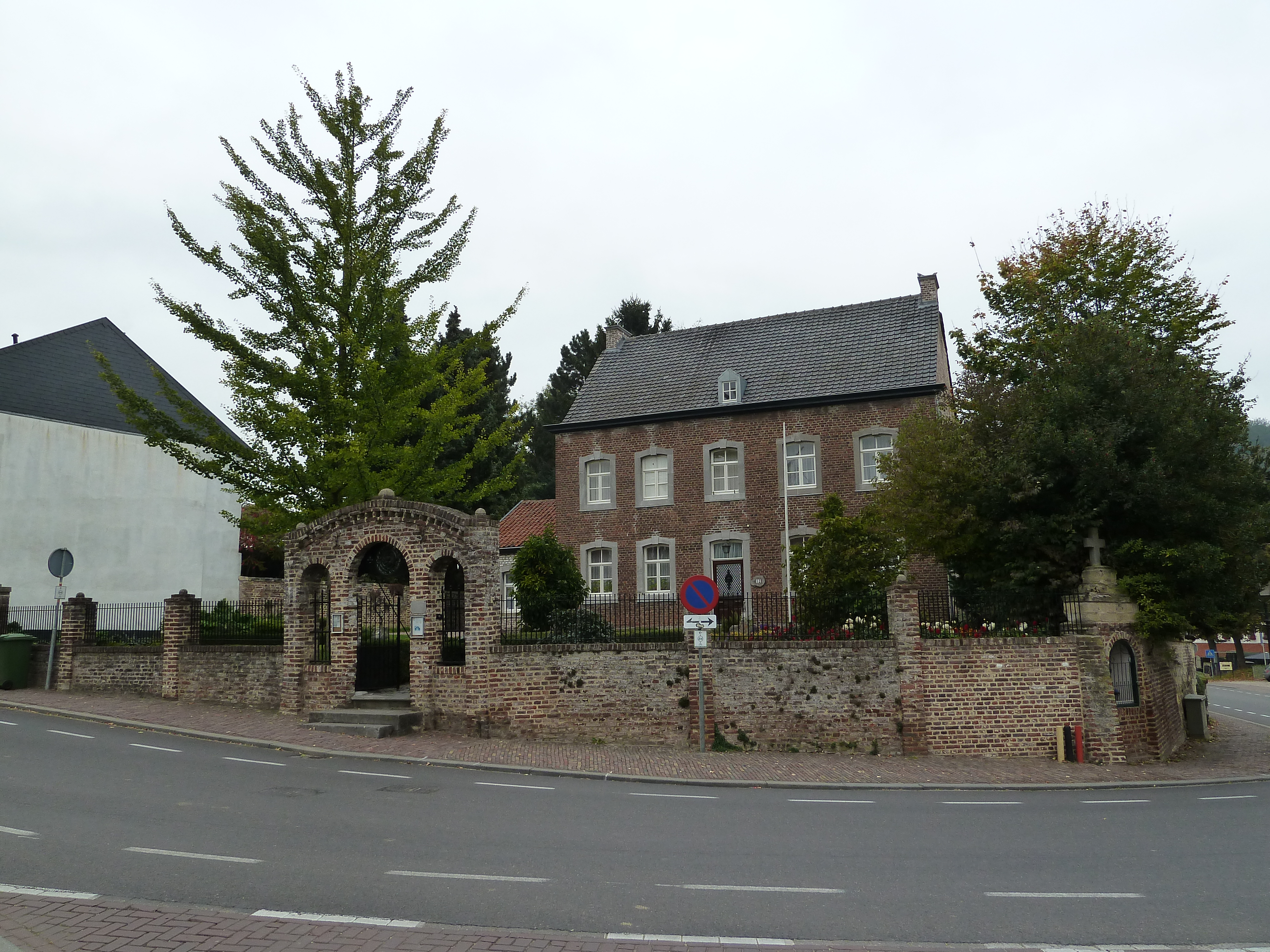
De pastorie
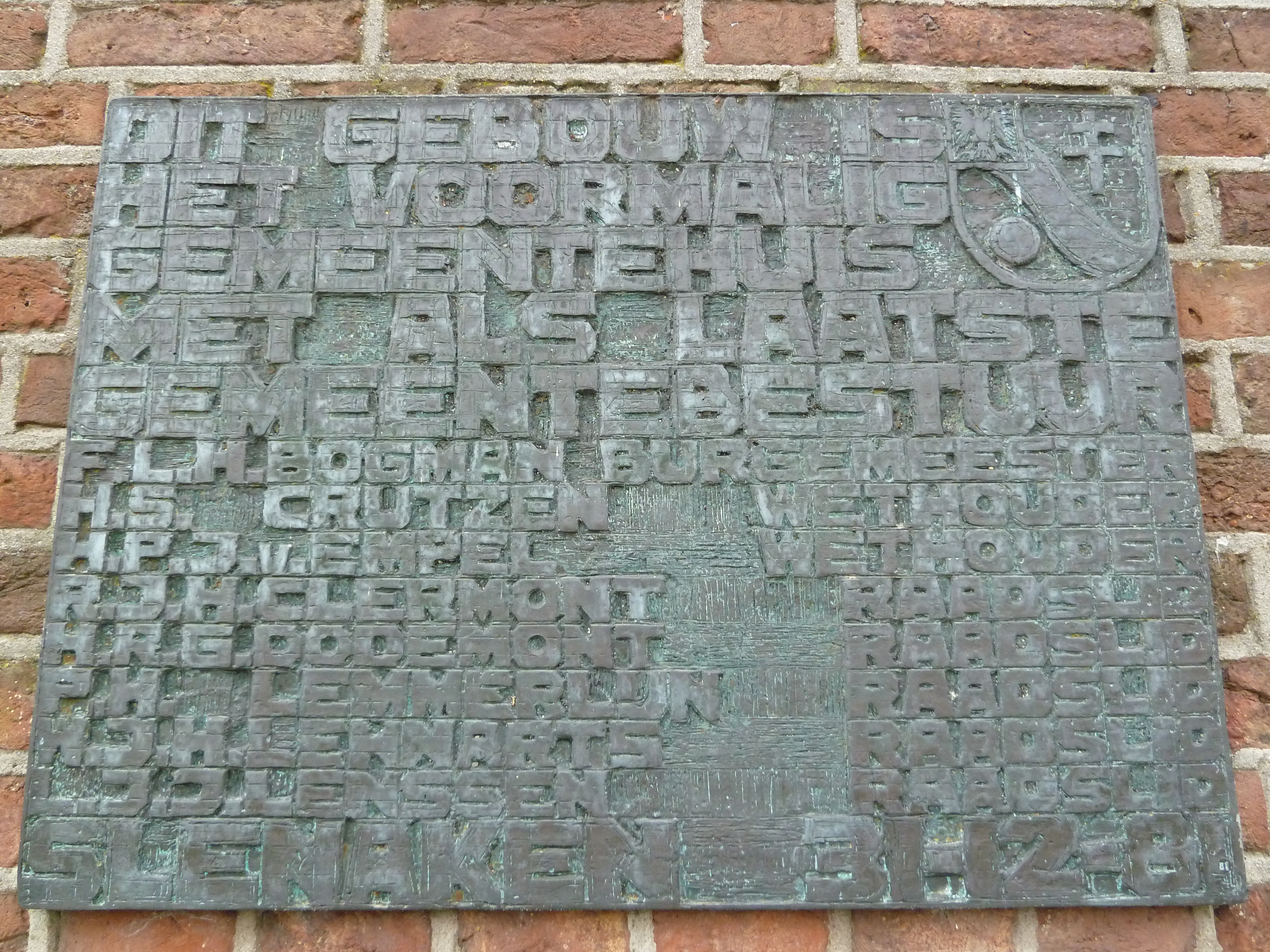
Gevelsteen in zijgevel oude gemeentehuis die herinnert aan de opheffing van de gemeente Slenaken
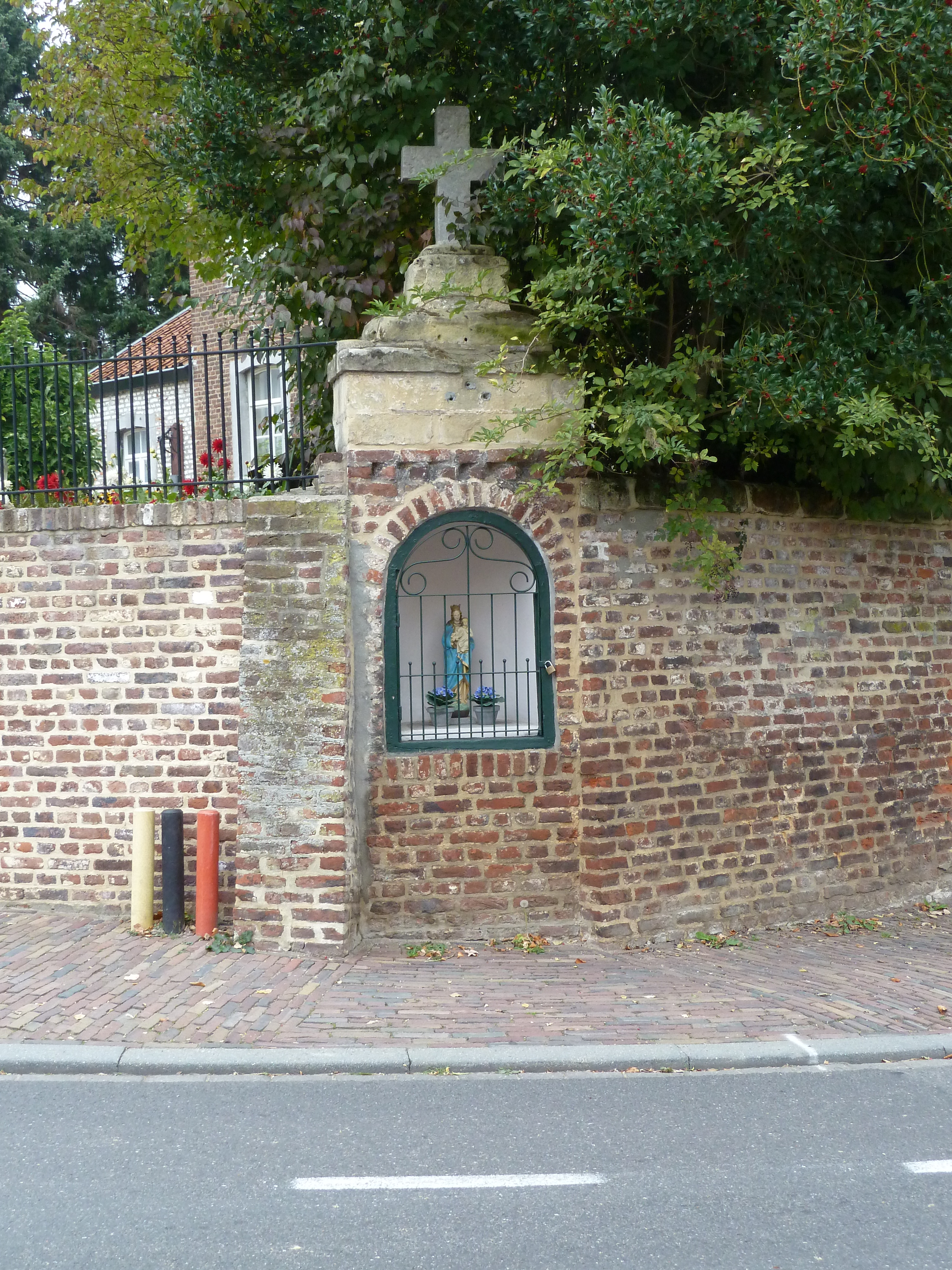
Mariakapelletje op de hoek van de pastorie
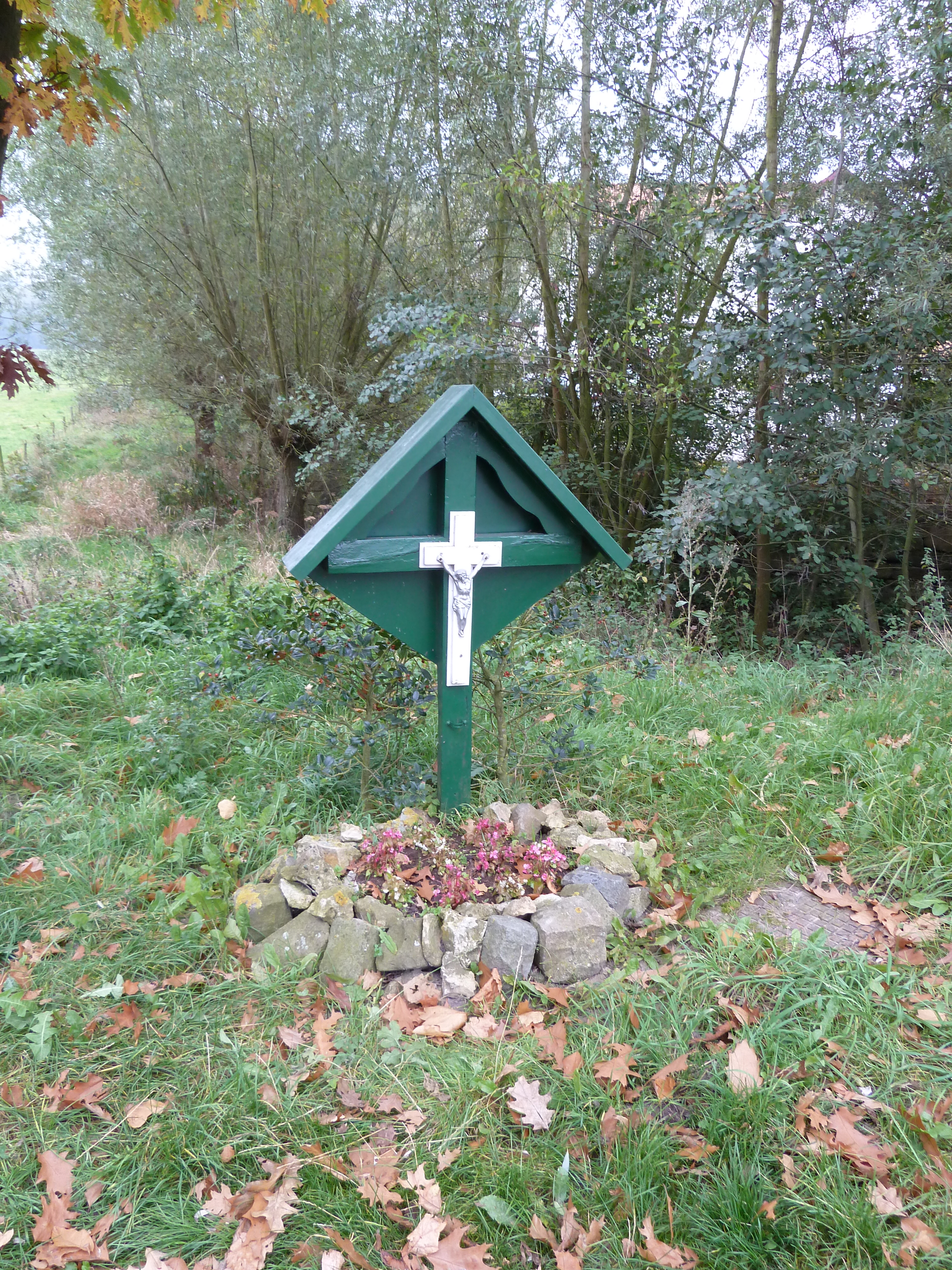
Wegkruis Dorpsstraat-Waterstraat
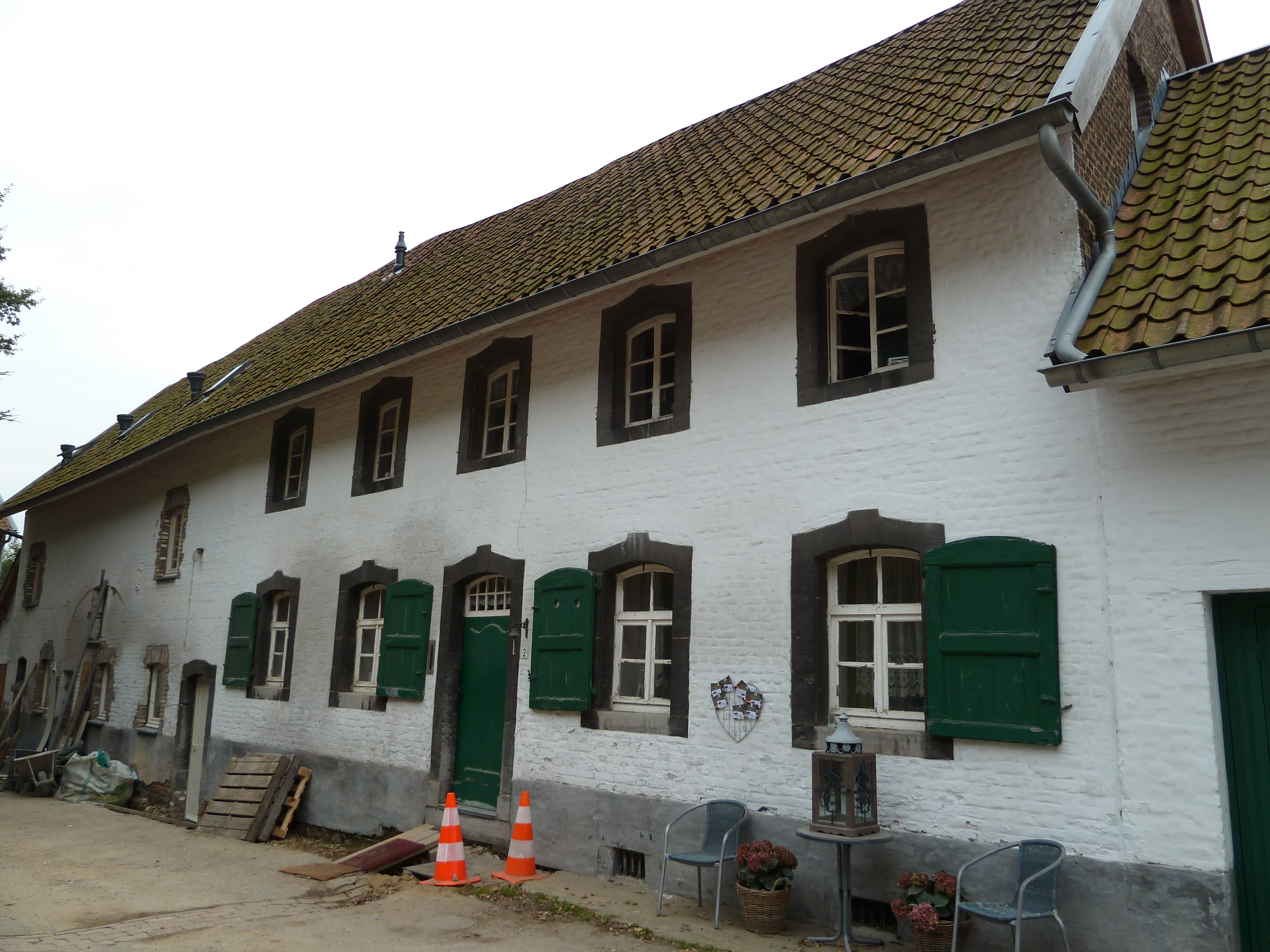
Monumentale hoeve aan de Waterstraat
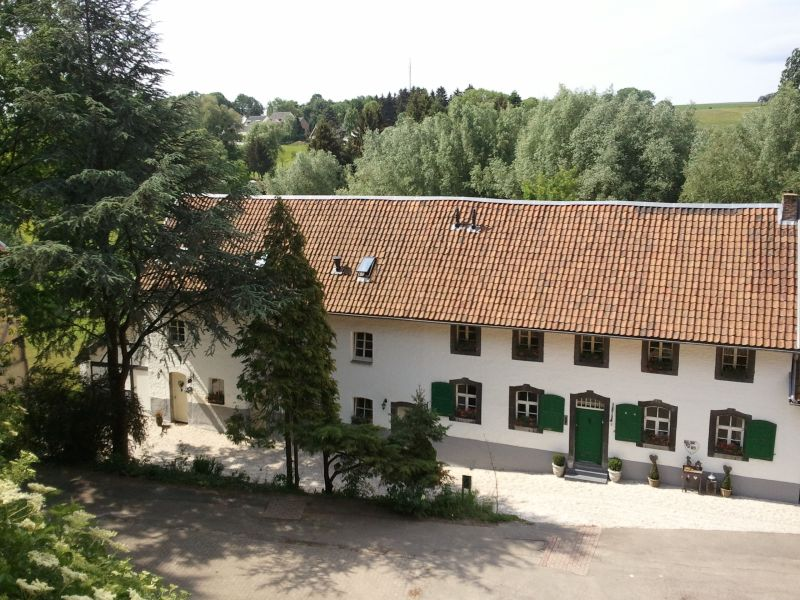
Monumentale Hoeve A Gen Water Anno 1741, Waterstraat 2 Slenaken
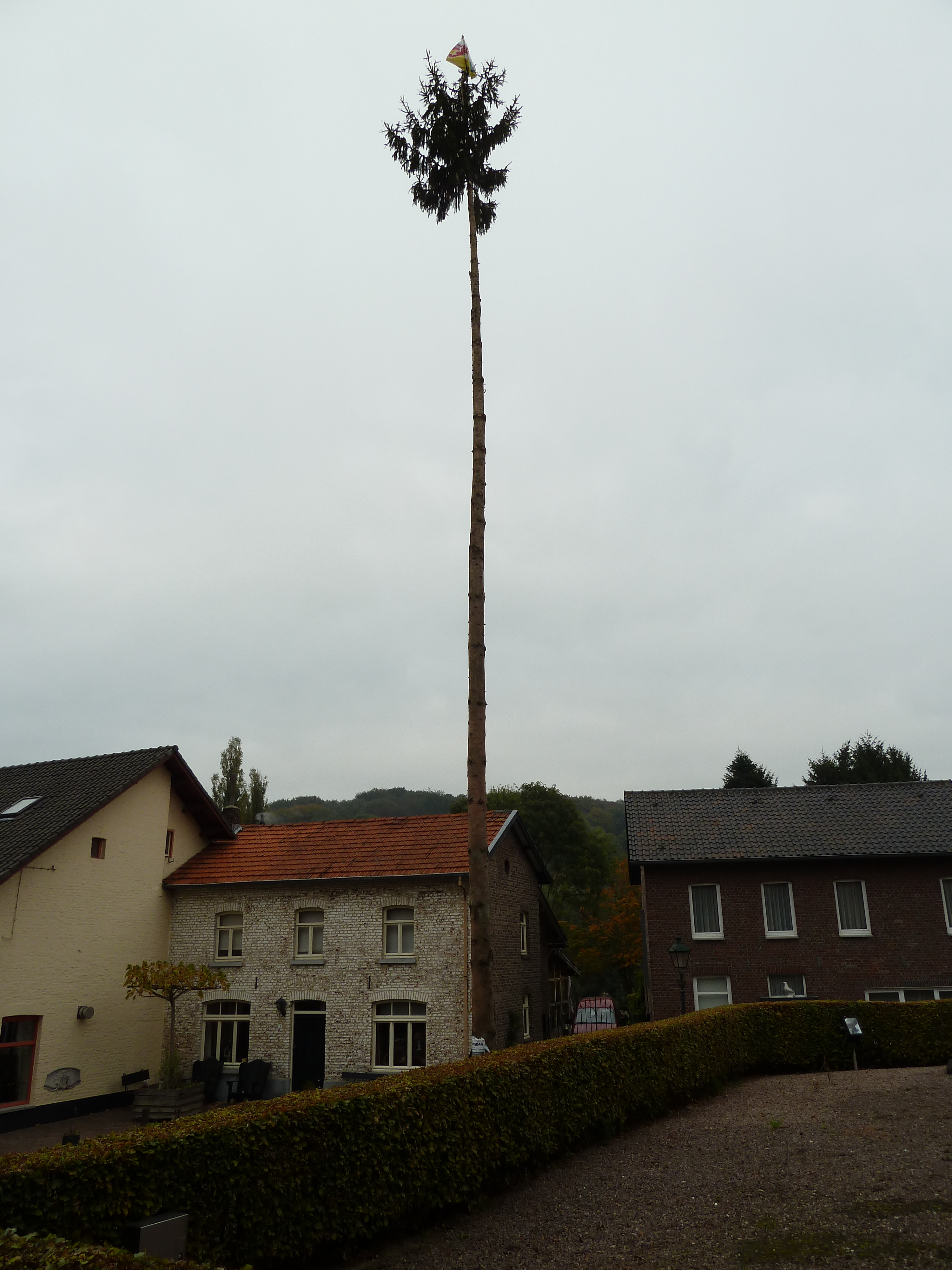
Mei-den
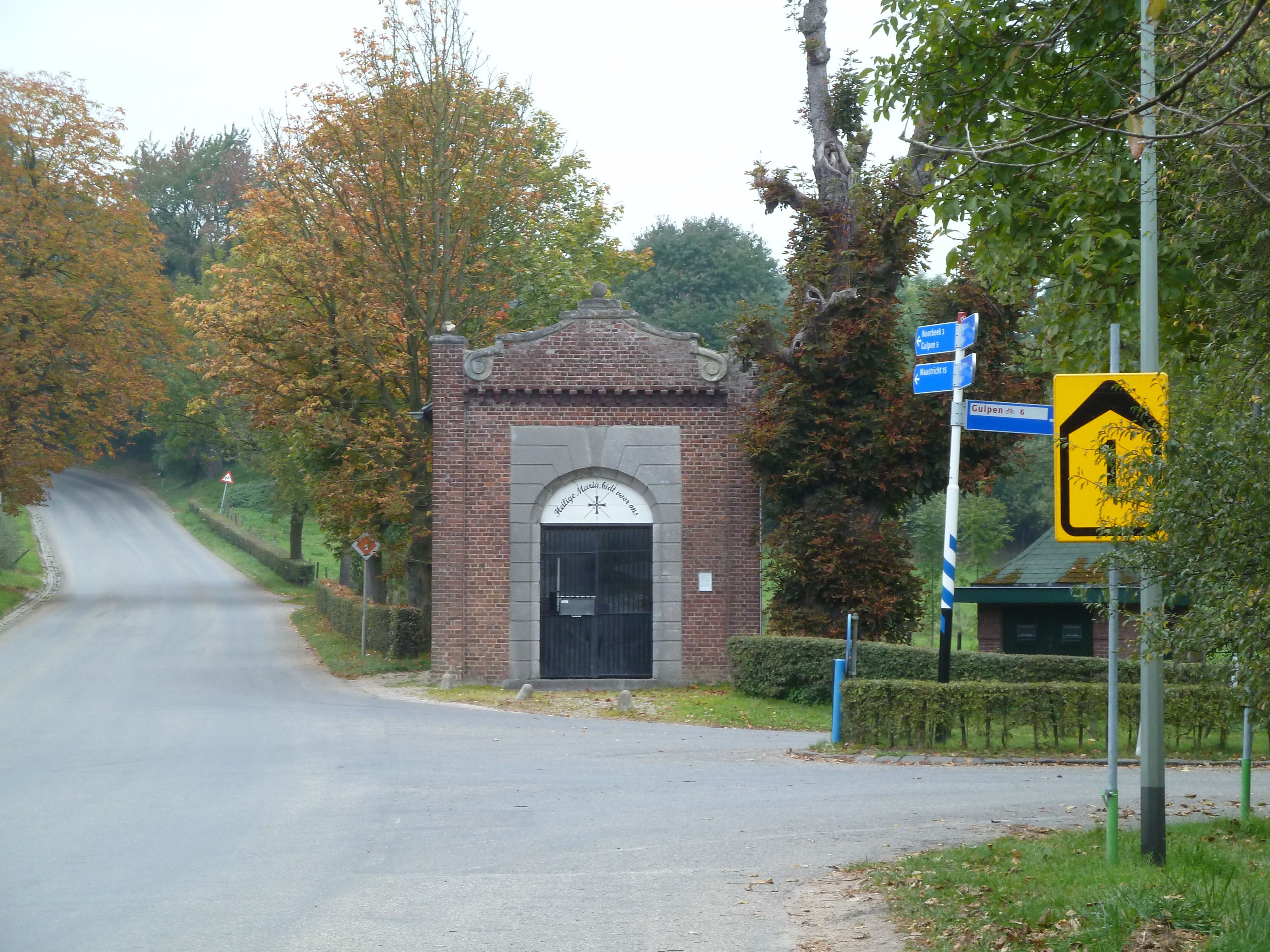
Mariakapel (Broekhofkapel)